# Cubati
Cubati este un oraș în Paraíba (PB), Brazilia.